# Necturus punctatus
Necturus punctatus — вид хвостатих земноводних родини протеєвих (Proteidae).

## Поширення
Ендемік США. Поширений на південному сході країни у штатах Джорджія, Південна Кароліна, Північна Кароліна та на південному сході Вірджинії.

## Опис
Тіло завдовжки 65-70 мм. Спина оливково-коричнева з безліччю невеликих помаранчевих плям. Боки жовтуваті з рідкісними темними плямами. Черево рожеве.

## Спосіб життя
Мешкає саламандра у повільних струмках з мулистим або піщаним дном. Воліє до місць з тихим тінистими заплавами.